# 서울정진학교
서울정진학교는 서울특별시 구로구 궁동에 소재하는 공립 특수학교이다. 지적장애 및 지체장애 학생을 위한 교육환경을 만들기 위해 유치원, 초등학교, 중학교, 고등학교, 전공과 과정이 통합된 형태의 학교이다.

## 연혁
- 1987년 11월 25일 : 개교